# Hejdar Alijev
Heydar Alirza oğlu Aliyev (azerbajdžansko Һејдәр Әлирза оғлу Әлијев), azerbajdžanski častnik in politik, * 10. maj 1923, Nahičevan, Azerbajdžanska SSR, Sovjetska zveza (zdaj Azerbajdžan), † 12. december 2003, Cleveland, Ohio, Združene države Amerike.
Bil je visoki častnik v azerbajdžanski podružnici KGB, nato pa je postal voditelj Azerbajdžanske SSR. Ta položaj je zasedal do leta 1982, ko je postal prvi namestnik premierja Sovjetske zveze, po razpadu Sovjetske zveze pa je postal tretji predsednik Azerbajdžana in vodil državo skoraj do svoje smrti leta 2003.
Vodenje neodvisnega Azerbajdžana je prevzel v obdobju družbenih nemirov, ko je bila država na robu državljanske vojne in je doživljala hude izgube med prvo vojno v Gorskem Karabahu. Po mnenju podpornikov ima zasluge za stabilizacijo Azerbajdžana in njegovo preobrazbo v pomembnega izvoznika energentov. Po drugi strani je bil njegov režim opisan kot diktatorski, avtoritaren in represiven. Vzpostavil naj bi policijsko državo, v kateri so bile volitve prirejene, odpor pa zatrt, čeprav so bili opozicijski mediji do neke mere tolerirani.
Leta 2003 je odstopil zaradi zdravstvenih težav, zaradi katerih se je večkrat zdravil v ZDA, in za naslednika imenoval svojega sina Ilhama Alijeva. Umrl je konec leta 2003 v kliniki v Clevelandu. Ilham Alijev je bil nato tudi izvoljen na predsedniških volitvah, ki so jih mednarodni opazovalci označili za nepoštene. Kult osebnosti Hejdarja Alijeva, ki so ga zgradili državni mediji, je ostal živ tudi po njegovi smrti. Po njem je med drugim poimenovano glavno mednarodno letališče v državi.